# Virgilio Cavina
Virgilio Cavina (Faenza, 13 novembre 1731 – Palermo, 2 febbraio 1808) è stato un matematico italiano.

## Biografia
Nato a Faenza il 2 febbraio 1731, primogenito del Conte Giovan Battista Cavina e della consorte Maria Vittoria, nata Troncossi. Dal 1743 fu alunno dei gesuiti a Bologna, entrò nella provincia veneta della Compagnia di Gesù il 21 ottobre dell'anno 1747, professando poi i quattro voti il 2 febbraio del 1765. Dal 1755 al 1758, insegnò letteratura nel convitto nobiliare di S. Antonio a Brescia, poi insegnò matematica nel convento parmense di S. Rocco, trasferitosi a Bologna, nel 1766 vi pubblicò la sua opera principale, i tre volumi degli “Elementi di matematica”, con una trattazione estesa a tutti i settori della ricerca sui numeri, nel 1770 era a Bologna ad insegnare matematica nel collegio di Santa Lucia. Nel 1772 pubblicò a Venezia le “Lettere sui principi della meccanica” dirette a Vincenzo Riccati, già titolare della cattedra di matematica nell'Università di Cagliari per nomina del re Carlo Emanuele III di Savoia. Dopo la ricostituzione della Compagnia di Gesù a Napoli ed in Sicilia nel 1804, venne assegnato alla sede di Palermo, dove morì il 2 febbraio 1808.